# Francesco Meriano
Francesco Meriano (Torino, 21 settembre 1896 – Kabul, 21 maggio 1934) è stato un poeta, giornalista, politico e diplomatico italiano.

## Biografia
Francesco Meriano era il figlio di Carolina Capello ed Ernesto Meriano. Con Bino Binazzi fonda a Bologna e dirige dal giugno 1916 al 1920, la rivista futurista La Brigata. Dal 1916 al 1920 ebbe una corrispondenza epistolare con Tristan Tzara, che lui ammirava. Nel 1919 sposò Gemma, figlia di Silvio Pieri, da cui ebbe nel 1928 un figlio, Carlo.
Dal 1921 al 1923 collaborò con Il Popolo d'Italia, il quotidiano fondato da Benito Mussolini. Nel 1923 a Bologna fu vicedirettore del "Il Resto del Carlino" e fondò con Dino Grandi la collana editoriale Quaderni "Imperia". Lo stesso anno a Cesena fu eletto sindaco, carica che mantenne fino al 1924, quando fu eletto deputato.
Nel 1927 Meriano entrò nel servizio diplomatico-consolare italiano. Nel 1928 fu console generale a Odessa. Dal 24 giugno 1929 al 26 settembre 1930 fu inviato in Lussemburgo. Dal 1931 a metà del 1932 fu console a Rabat, dove diresse un quattordicinale, L'Ala Italiana, per gli italiani presenti in Marocco.
Nel 1932, con l'aumentare dei sintomi di una malattia, si trasferì in un sanatorio ad Abetina Vallesana, una frazione di Sondalo in provincia di Sondrio, dove dall'agosto del 1932 trascorse due mesi in ospedale.
Nel 1933 si recò a Spalato per cercare di risolvere alcuni conflitti territoriali e per la promozione della cultura italiana in Dalmazia. Nel 1934 fu inviato a Kabul come ministro plenipotenziario, dove morì di malattia. È sepolto nel cimitero di Settignano.
L'archivio di Meriano è conservato presso la Fondazione Primo Conti.

## Opere

### Poesia
- Gli epicedi ed altre poesie, La fiorita, 1914

- Equatore notturno: ovest-est: parole in libertà, Edizioni futuriste di Poesia, 1916 Copia digitale

- Croci di legno: 1916-1919, Vallecchi, 1919

### Saggi
- La riconquista della Tripolitania, Imperia, 1923

- La questione di Giarabub, Zanichelli, 1925

- L'aviatore Locatelli, Zanichelli, 1926

- I confini interni della Libia: discorso pronunciato alla Camera dei deputati nella tornata del 16 marzo 1927, Tipografia della Camera dei deputati, 1927

### Curatele e prefazioni
- Anime fiamminghe: piccola antologia dei poeti belgi, Humanitas, 1915?

- Guittone D'Arezzo - Le Lettere di frate Guittone d'Arezzo, R. Commissione pei Testi di Lingua, 1922

- Piero Zama - Fascismo e religione, prefazione di Francesco Meriano, Imperia, 1923

- Giorgio Del Vecchio - Le ragioni morali della nostra guerra, prefazione di Sergio Panunzio, introduzione di Francesco Meriano Imperia, 1923

- Alfredo Oriani - Al di là, curatela e prefazione, con Benito Mussolini, L. Cappelli, 1927